# Gastrodia
Gastrodia ist eine blattgrünlose Pflanzen-Gattung aus der Familie der Orchideen (Orchidaceae). Sie besteht aus 93 Arten und wurde von Robert Brown erstbeschrieben.

## Merkmale
Gastrodia haben die Photosynthese aufgegeben und bilden dementsprechend kein Chlorophyll mehr. Stattdessen leben sie myko-heterotroph von einem Pilz, der die Pflanzen ernährt. Wahrscheinlich handelt es sich dabei um Hallimasche. Damit wären Gastrodia neben den  Orchideen der Gattung Galeola die einzigen bisher bekannten myko-heterotrophen Pflanzen, die nicht auf einen Mykorrhizapilz angewiesen sind.
Das Rhizom ist fleischig und knollenähnlich, die Blüten röhren- bis glockenförmig.

## Vorkommen
Die Pflanzen dieser Gattung sind von Südostasien (China, Tibet, Malaysia) bis Australien und Neuseeland verbreitet. Sie leben an feuchten bis nassen Standorten mit hohen Anteilen verrottenden organischen Materials.

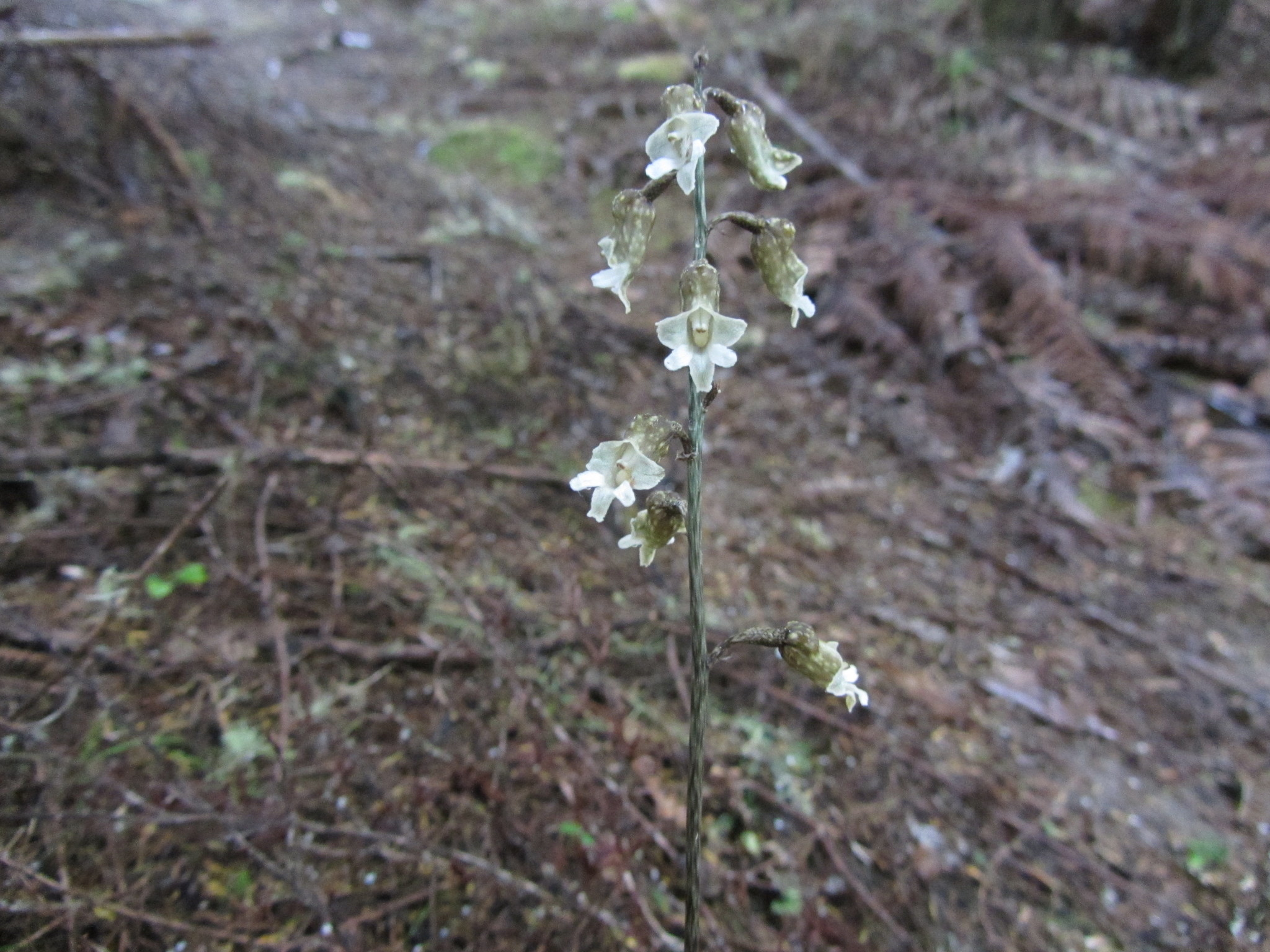
Gastrodia cooperae

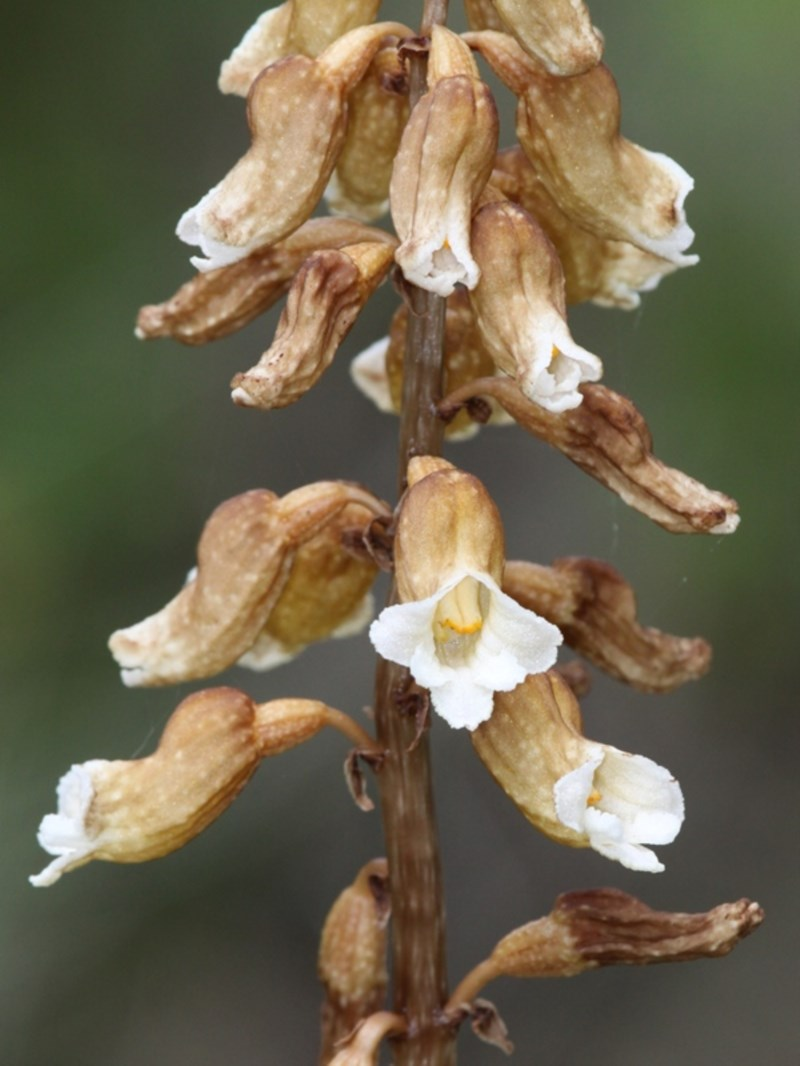
Gastrodia entomogama

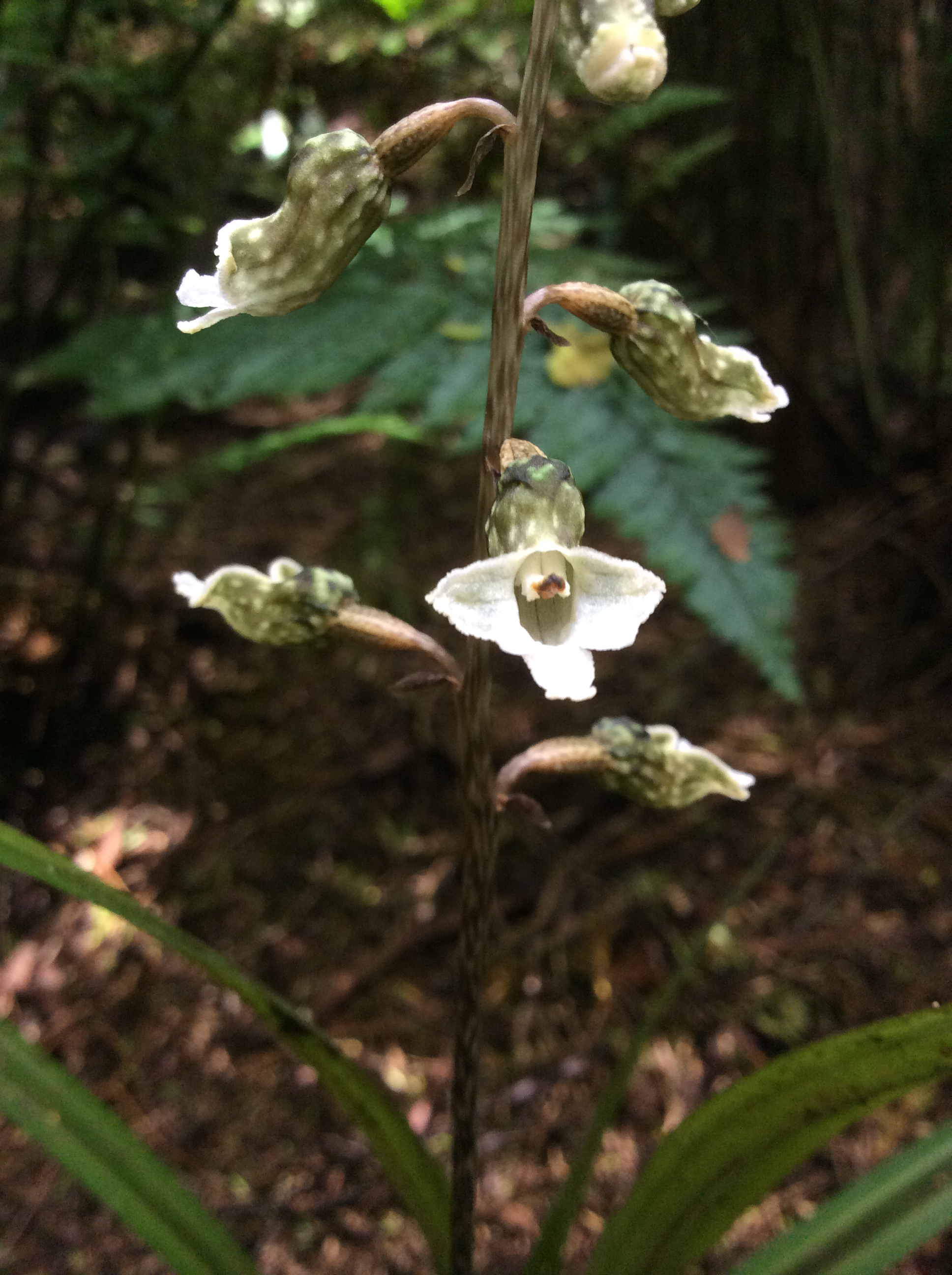
Gastrodia cunninghamii

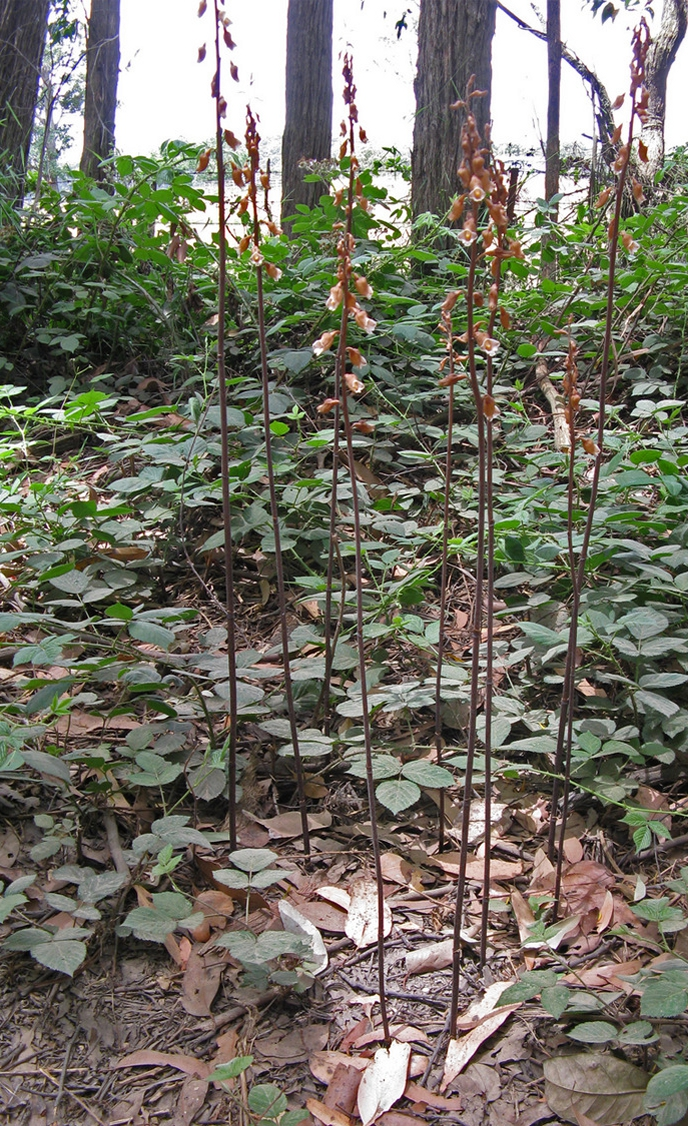
Gastrodia procera

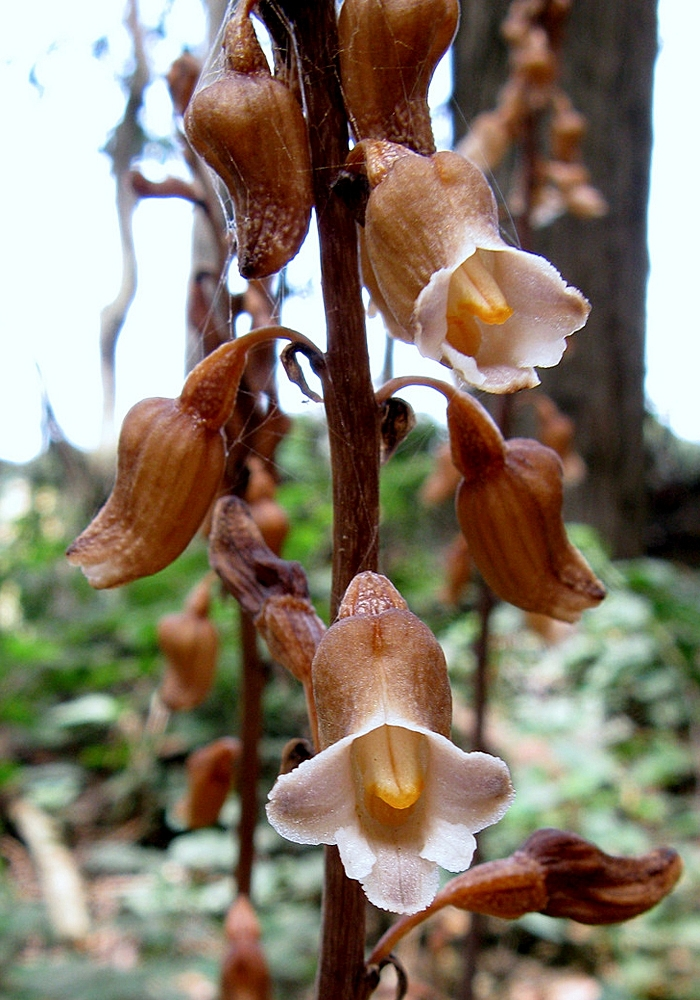
Gastrodia procera

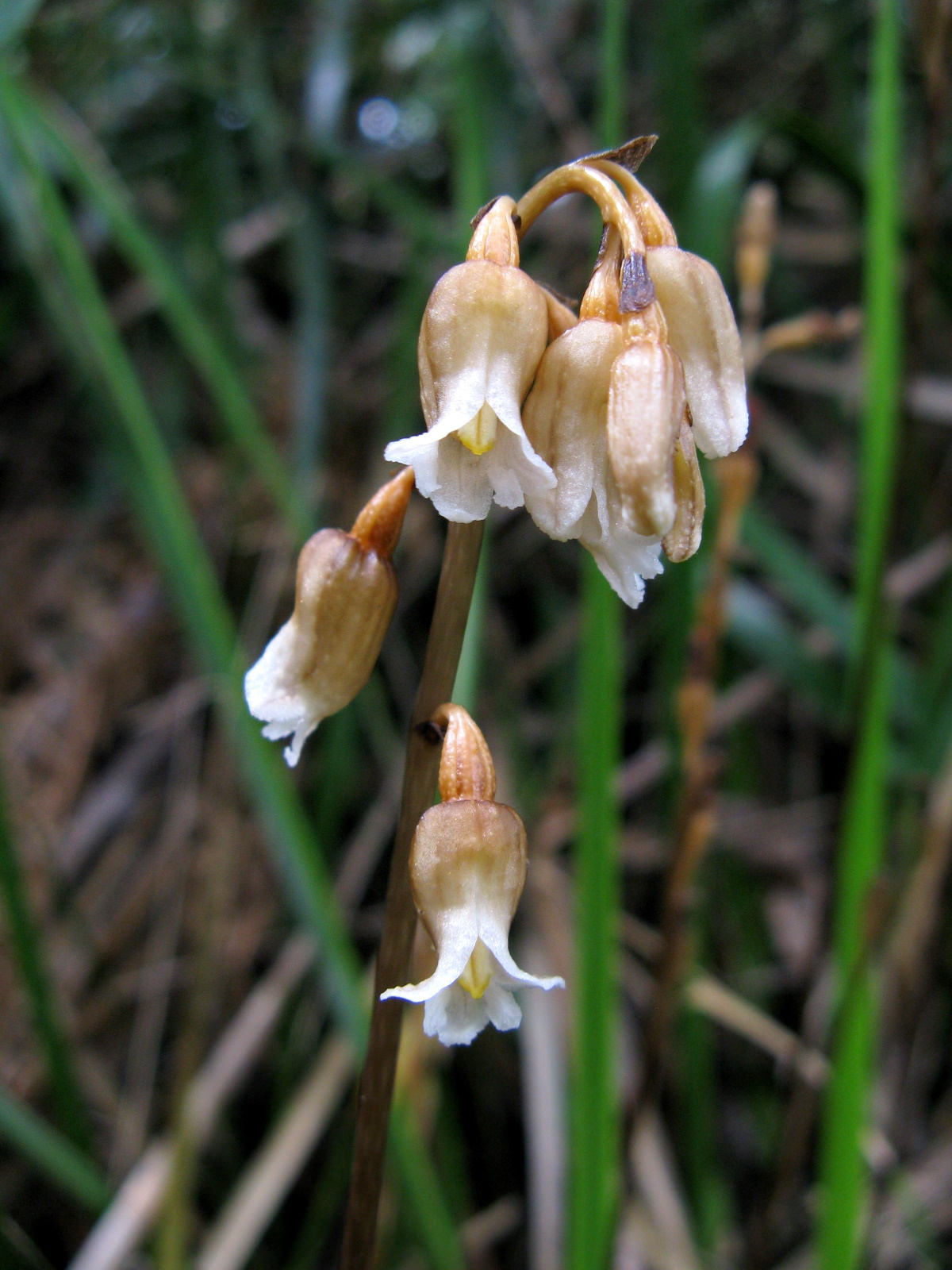
Gastrodia sesamoides

## Systematik und botanische Geschichte
Die Gattung Gastrodia wurde 1810 von Robert Brown in Prodromus Florae Novae Hollandiae et Insulae van-Diemen Seite 330 erstbeschrieben. Der Name stammt von dem griechischen Wort γαστροειδής  gastroeides, „bauchförmig, bauchig“. Er bezieht sich auf die ausgeprägte Form der seitlichen Sepalen. Typusart ist Gastrodia sesamoides.
Gastrodia wird innerhalb der Tribus Gastrodieae in die Subtribus Gastrodiinae eingeordnet.

### Arten
Nach R. Govaerts werden etwa 93 Arten anerkannt:
- Gastrodia abscondita J.J.Sm.: Westliches Java.[1]
- Gastrodia africana Kraenzl.: Südwestliches Kamerun.[1]
- Gastrodia albida T.C.Hsu & C.M.Kuo: China, Taiwan, Japan.[1]
- Gastrodia albidoides Y.H.Tan & T.C.Hsu: Yunnan, Thailand.[1]
- Gastrodia amamiana Suetsugu: Nansei-Inseln.[1]
- Gastrodia angusta S.Chow & S.C.Chen: China.[1]
- Gastrodia appendiculata C.S.Leou & N.J.Chung: Taiwan.[1]
- Gastrodia arunachalensis S.N.Hegde & A.N.Rao: Arunachal Pradesh.[1]
- Gastrodia ballii P.J.Cribb & Browning: Malawi, Simbabwe, Mosambik.[1]
- Gastrodia bambu Metusala: Java.[1]
- Gastrodia boninensis Tuyama: Ogasawara-Inseln.[1]
- Gastrodia cajanoae Barcelona & Pelser: Philippinen.[1]
- Gastrodia callosa J.J.Sm.: Taiwan, Java.[1]
- Gastrodia celebica Schltr.: Sulawesi.[1]
- Gastrodia clausa T.C.Hsu, S.W.Chung & C.M.Kuo: Nansei-Inseln bis Taiwan.[1]
- Gastrodia confusa Honda & Tuyama: Gemäßigtes Ostasien.[1]
- Gastrodia confusoides T.C.Hsu, S.W.Chung & C.M.Kuo: Taiwan.[1]
- Gastrodia cooperae Lehnebach & J.R.Rolfe: Neuseeland.[1]
- Gastrodia crassisepala L.O.Williams: Neuguinea.[1]
- Gastrodia crebriflora D.L.Jones: Queensland.[1]
- Gastrodia crispa J.J.Sm.: Westliches Java.[1]
- Gastrodia cunninghamii Hook.f.: Neuseeland, Vanuatu.[1]
- Gastrodia damingshanensis A.Q.Hu & T.C.Hsu: Guangxi.[1]
- Gastrodia dyeriana King & Pantl.: Östlicher Himalaja.[1]
- Gastrodia effusa P.T.Ong & P.O'Byrne: Malaysia, Borneo.[1]
- Gastrodia elata Blume: Himalaja bis fernöstliches Russland und gemäßigtes Ostasien.[1]
- Gastrodia elatoides W.C.Huang, G.W.Hu & Q.F.Wang: Madagaskar.[1]
- Gastrodia entomogama D.L.Jones: New South Wales bis Tasmanien.[1]
- Gastrodia exilis Hook.f.: Indien, Assam bis Thailand, Sumatra.[1]
- Gastrodia falconeri D.L.Jones & M.A.Clem.: Pakistan bis Nepal.[1]
- Gastrodia fimbriata Suddee: Südwestliches Thailand.[1]
- Gastrodia flavilabella S.S.Ying: Taiwan.[1]
- Gastrodia flexistyla T.C.Hsu & C.M.Kuo: Taiwan.[1]
- Gastrodia flexistyloides Suetsugu: Südliches Japan bis Nansei-Inseln.[1]
- Gastrodia fontinalis T.P.Lin: Japan bis Taiwan.[1]
- Gastrodia fujianensis Liang Ma, Xin Y.Chen & S.P.Chen: Fujian.[1]
- Gastrodia gracilis Blume: Japan und Taiwan.[1]
- Gastrodia grandilabris Carr: Borneo.[1]
- Gastrodia holttumii Carr: Malaysia.[1]
- Gastrodia huapingensis X.Y.Huang, A.Q.Hu & Yan Liu: Guangxi.[1]
- Gastrodia isabelensis T.C.Hsu: Salomonen.[1]
- Gastrodia javanica (Blume) Lindl.: Thailand bis Malesien.[1]
- Gastrodia kachinensis X.H.Jin & L.A.Ye: Myanmar.[1]
- Gastrodia kaohsiungensis T.P.Lin: Taiwan.[1]
- Gastrodia khangii Aver.: Vietnam.[1]
- Gastrodia kuroshimensis Suetsugu: Japan.[1]
- Gastrodia lacista D.L.Jones: Südwestliches Australien.[1]
- Gastrodia longitubularis Q.W.Meng: Hainan.[1]
- Gastrodia madagascariensis Schltr. ex H.Perrier: Nordöstliches Madagaskar.[1]
- Gastrodia major Aver.: Südliches Vietnam.[1]
- Gastrodia maliauensis Suetsugu, Suleiman & Tsukaya: Borneo.[1]
- Gastrodia menghaiensis Z.H.Tsi & S.C.Chen: Südliches Yunnan.[1]
- Gastrodia minor Petrie: Neuseeland.[1]
- Gastrodia mishmensis A.N.Rao: Arunachal Pradesh.[1]
- Gastrodia molloyi Lehnebach & J.R.Rolfe: Neuseeland.[1]
- Gastrodia nantoensis T.C.Hsu & C.M.Kuo ex T.P.Lin: Taiwan.[1]
- Gastrodia nipponica (Honda) Tuyama: Japan bis Taiwan.[1]
- Gastrodia nipponicoides Suetsugu: Okinawa.[1]
- Gastrodia okinawensis Suetsugu: Okinawa.[1]
- Gastrodia papuana Schltr.: Papua-Neuguinea.[1]
- Gastrodia peichatieniana S.S.Ying (Syn.: Gastrodia autumnalis T.P.Lin): Guangdong und Taiwan.[1]
- Gastrodia phangngaensis Suddee, Sirim. & Chamch.: Thailand.[1]
- Gastrodia procera G.W.Carr: Victoria (Australien).[1]
- Gastrodia pubilabiata Sawa: Japan bis Taiwan.[1]
- Gastrodia punctata Aver.: Südliches Vietnam.[1]
- Gastrodia queenslandica Dockrill: Nördliches Queensland.[1]
- Gastrodia rubinea T.P.Lin: Taiwan.[1]
- Gastrodia rwandensis Eb.Fisch. & Killmann: Ruanda.[1]
- Gastrodia sabahensis J.J.Wood & A.L.Lamb: Borneo bis zu den Philippinen.[1]
- Gastrodia selabintanensis Tsukaya & Hidayat: Java.[1]
- Gastrodia sesamoides R.Br.: Südliches und östliches Australien.[1]
- Gastrodia shimizuana Tuyama: Nansei-Inseln bis Taiwan.[1]
- Gastrodia silentvalleyana C.S.Kumar, P.C.S.Kumar, Sibi & S.Anil Kumar: Kerala.[1]
- Gastrodia similis Bosser: Réunion.[1]
- Gastrodia solomonensis T.C.Hsu: Salomonen.[1]
- Gastrodia spatulata (Carr) J.J.Wood: Borneo und Java.[1]
- Gastrodia stapfii Hayata: China, Nansei-Inseln bis Taiwan.[1]
- Gastrodia sui C.S.Leou: Taiwan.[1]
- Gastrodia surcula D.L.Jones: New South Wales.[1]
- Gastrodia taiensis Tuyama: Nordwestliches Vietnam.[1]
- Gastrodia takeshimensis Suetsugu: Japan bis zu den Nansei-Inseln.[1]
- Gastrodia tembatensis P.T.Ong & P.O'Byrne: Malaysia.[1]
- Gastrodia theana Aver.: Thailand, Vietnam, Taiwan.[1]
- Gastrodia tonkinensis Aver. & Averyanova: Nördliches Vietnam.[1]
- Gastrodia tuberculata F.Y.Liu & S.C.Chen: Yunnan.[1]
- Gastrodia umbrosa B.Gray: Queensland.[1]
- Gastrodia uraiensis T.C.Hsu & C.M.Kuo: Taiwan.[1]
- Gastrodia urceolata D.L.Jones: Queensland.[1]
- Gastrodia verrucosa Blume: Thailand, Sumatra bis Java.[1]
- Gastrodia vescula D.L.Jones: Südliches Australien.[1]
- Gastrodia wuyishanensis Da M.Li & C.D.Liu: Westliches Fujian.[1]
- Gastrodia zeylanica Schltr.: Südwestliches Sri Lanka.[1]

## Verwendung
Die knolligen Rhizome finden in der chinesischen Medizin bei Kopfschmerzen und Migräne Verwendung, bei den Maori werden sie als Lebensmittel verwendet.